# 거미줄에 걸린 소녀 (영화)
《거미줄에 걸린 소녀》(영어: The Girl in the Spider's Web)는 2018년 개봉한 범죄 스릴러 영화이다. 페데 알바레스가 감독을 맡았으며, 다비드 라게르크란츠의 소설 거미줄에 걸린 소녀 가 영화의 원작이다. 클레어 포이가 루니 마라에 이어 주인공 리스베트 살란데르 역을 맡은, 새롭게 리부트된 《밀레니엄》 영화 시리즈 작품이다.

## 줄거리
두 어린 자매 카밀라와 리스베트 살란데르는 학대적인 아버지이자 범죄 조직 두목인 알렉산데르 잘라첸코의 집에서 체스를 둔다. 어느 날, 잘라첸코가 카밀라를 성추행하려 하자 리스베트는 그녀를 끌어내려 하지만 소용이 없다. 결국 그녀는 발코니에서 눈더미 속으로 뛰어내려 탈출하고 카밀라를 뒤에 남겨둔다.
몇 년 후, 스톡홀름, 스웨덴에서 컴퓨터 프로그래머 프랑스 발데르는 이제 자경단 해커가 된 리스베트에게 미국 국가안보국(NSA)을 위해 개발한 프로그램 파이어폴을 회수해달라고 의뢰한다. 이 프로그램은 전 세계의 핵 코드를 해킹할 수 있다. 발데르는 이 프로그램이 너무 위험해서 존재해서는 안 된다고 생각한다. 리스베트는 NSA 서버에서 파이어폴을 회수하지만, 잠금을 해제할 수 없다. NSA 요원 에드윈 니드햄은 스톡홀름에서 무단 로그인을 추적하고 리스베트와 파이어폴을 찾기 위해 그곳에 도착한다.
얀 홀처가 이끄는 용병들은 리스베트로부터 프로그램을 훔치고 그녀를 죽이려 하지만 그녀는 살아남는다. 그녀가 발데르와의 약속된 만남에 나타나지 않자, 발데르는 리스베트가 파이어폴을 자신을 위해 가지고 있다고 착각하고 스웨덴 보안국(SÄPO)의 부국장 가브리엘 그라네에게 연락한다. 그라네는 발데르와 그의 어린 아들 어거스트를 안전 가옥으로 옮긴다.
리스베트와 그녀의 해커 친구 플라그는 리스베트의 전 애인이자 탐사 전문 기자 미카엘 블롬크비스트에게 연락하여 공격자를 식별하는 데 도움을 요청한다. 블롬크비스트는 홀처가 이전에 리스베트의 고인이 된 아버지 잘라첸코 밑에서 일했으며, 현재는 국제 범죄 조직인 "스파이더스"와 연관되어 있다는 것을 알게 된다. 리스베트는 발데르의 안전 가옥을 감시하고, 공격을 받자 그녀는 개입하여 발데르와 어거스트를 보호하려 한다. 그녀는 홀처에게 저지당하고, 홀처는 발데르를 죽이고 리스베트에게 누명을 씌우고 어거스트를 납치한다. 리스베트는 그들을 추격하여 어거스트를 구한다. 그녀는 또한 스파이더스의 리더가 리스베트가 죽은 줄 알았던 카밀라라는 것을 알게 된다. 잘라첸코에게 수년간 신체적, 성적 학대를 당한 후, 카밀라는 자살을 위장하고 잠적하여 스파이더스를 결성했다.
리스베트는 어거스트를 다른 안전 가옥으로 데려가고, 어거스트만이 파이어폴을 잠금 해제할 수 있다는 것을 확인한다. 한편, 니드햄은 리스베트의 여자친구 소피아를 찾아내고 그녀를 설득하여 그들 사이의 만남을 주선하게 한다. 니드햄은 리스베트를 함정에 빠뜨릴 생각이다. 리스베트는 니드햄을 피하고, 니드햄은 나중에 SÄPO에 체포된다. 리스베트는 니드햄이 어거스트를 샌프란시스코로 호송하여 그의 어머니와 재회하도록 돕는 대가로 니드햄을 탈출시킨다. 그녀는 나중에 그에게 파이어폴을 주기로 동의한다.
스파이더스는 어거스트의 아버지 휴대폰으로 전화하여 그를 속인 다음, 리스베트의 안전 가옥으로 그를 추적한다. 카밀라와 스파이더스는 어거스트를 그녀의 본거지인 자매의 어린 시절 집으로 데려간다. 그라네는 스파이더스에게 파이어폴을 회수해달라고 고용했으며, 발데르의 위치를 알려주었다. 그러나 다른 계획을 가지고 있던 카밀라는 그라네를 죽인다.
어거스트에게 숨겨진 추적기를 사용하여 리스베트, 블롬크비스트, 플라그, 니드햄은 그를 찾아낸다. 리스베트는 침입하여 플라그에게 건물의 감시 시스템에 원격 컴퓨터 접근을 허용한다. 그녀는 잡혀서 어거스트가 갇혀있는 곳으로 끌려간다. 블롬크비스트도 잡힌다. 카밀라가 그를 고문하겠다고 위협하자 리스베트는 어거스트에게 자신을 믿고 파이어폴 비밀번호를 알려달라고 말한다. 카밀라는 잘라첸코의 학대에 대해 설명하면서 리스베트를 질식시키려 한다.
저격 소총으로 무장하고 플라그의 컴퓨터를 통해 원격으로 안내받은 니드햄은 벽을 뚫고 발사하여 카밀라의 부하들을 제거하고 어거스트와 블롬크비스트를 구한다. 카밀라는 파이어폴이 담긴 노트북을 가지고 탈출하고, 리스베트는 그녀를 추격한다. 실명 유발 독극물이 주입된 홀처는 도로로 비틀거리며 카밀라의 도주 차량에 치여 사망한다. 차량은 나무에 충돌한다. 부상당한 카밀라는 근처 숲으로 탈출한다. 리스베트는 그녀를 절벽 끝까지 추격하고, 카밀라는 왜 자신을 구하러 돌아오지 않았느냐고 묻는다. 리스베트는 카밀라가 자신과 함께 탈출하는 대신 아버지와 함께 남기를 선택했다고 말한다. 카밀라는 심하게 피를 흘리며 노트북을 떨어뜨리고 리스베트가 그녀를 막기 전에 절벽에서 뛰어내려 죽음에 이른 것으로 보인다.
니드햄은 나중에 파이어폴에 접근하려 하지만, 리스베트가 그것을 파괴했다는 것을 알게 된다. 어거스트는 미국에서 어머니와 재회한다. 블롬크비스트는 밀레니엄에 출판될 스파이더스 웹에 대한 탐사 기사를 작성하지만, 나중에 삭제한다. 리스베트는 어린 시절의 집을 파괴하고 오토바이를 타고 떠난다.

## 캐스팅
주연
- 클레어 포이 - 리스베트 살란데르 역
- 실비아 훅스 - 카밀라 살란데르 역
- 스베리르 구드나손 - 미카엘 글롬비스트 역

조연
- 러키스 스탠필드 - 에드워드 니덤 역
- 클레스 방 - 얀 홀스터 역
- 빅키 크리엡스 - 에리카 버거 역
- 스티븐 머천트 - 프란스 발더 역
- 볼커 브루흐 - 피터 알그렌 역
- 미카엘 페르스브란트 - 알렉산더 잘란체코 역
- 신노브 맥코디 런드 - 가브리엘라 역
- 캐머런 브리튼 - 플레이그 역
- 크리스토퍼 콘베리 - 아우구스트 역